# Protocolo de Biskek

Situación existente entre 1994 y 2020 hasta la guerra de 2020 y el alto el fuego de 2020. En verde oscuro, la región del Alto Karabaj, perteneciente legalmente de jure a Azerbaiyán pero ocupado de facto por Armenia. En verde claro, territorios azeríes de alrededor también ocupados por Armenia. Las fronteras finales del conflicto después del cese al fuego de 1994 fueron firmadas en el Protocolo de Biskek. Las fuerzas armenias de Alto Karabaj controlaban en la actualidad casi el 9 % del territorio de Azerbaiyán fuera del ex óblast autónomo del Alto Karabaj. Las fuerzas de Azerbaiyán, por otra parte, controlan parte de Shahumián y las zonas orientales de Martakert y Martuni.

El Protocolo de Biskek es un acuerdo de alto el fuego provisional, firmado por los representantes de Armenia (presidente del parlamento Babken Ararktsian), la no reconocida República de Nagorno-Karabaj (presidenta del parlamento Karen Baburyan), Azerbaiyán (primer vicepresidente del parlamento, Afiyaddin Jalilov) y el representante ruso ante el Grupo de Minsk de OSCE Vladimir Kazimirov, el 5 de mayo de 1994, en Biskek, la capital de Kirguistán.

## Antecedentes
Biskek fue propuesta por el representante de Kirguistán, Medetkhan Sheremkulov, quien era el jefe del grupo de negociación, quien ofreció continuar las discusiones en Biskek, después de que la primera reunión entre los parlamentarios de Azerbaiyán y Armenia sobre el cese del fuego en Nagorno-Karabaj se llevó a cabo en Mariehamn, Finlandia. Las conversaciones entre las delegaciones de Azerbaiyán y Armenia continuaron durante horas. Un representante de Azerbaiyán, Afiyaddin Jalilov, cuestionó la legitimidad de la participación de los armenios que vivían en Karabaj, y pidió que se incluyera en el protocolo el nombre de Nizami Bakhmanov, miembro de su delegación y alcalde de Shusha en Nagorno-Karabaj. El protocolo y estos puntos fueron objeto de discusiones entre el presidente Heydar Aliyev y Kazimirov, acordándose incluir la firma de Nizami Bakhmanov en el protocolo. Vladimir Kazimirov declaró lo siguiente en sus memorias: «Aliyev estuvo de acuerdo. Al final de la página, se escribieron dos alteraciones con letra legible en ruso. El nombre de N. Bakhmanov estaba escrito a mano, pero no pudieron ubicarlo en Bakú para que lo firmara. El 9 de mayo, llevé una copia del texto a Moscú con dos enmendaduras y el nombre de Bakhmanov pero sin su firma». El protocolo, aún vigente, puso fin a la guerra de Nagorno-Karabaj y congeló el tema. Desde entonces, el alto el fuego se ha violado en varias ocasiones, particularmente durante las escaramuzas de 2008, los enfrentamientos de 2016, el conflicto de 2020 y finalmente la ofensiva azerí de 2023.